# ロンドン・アイ

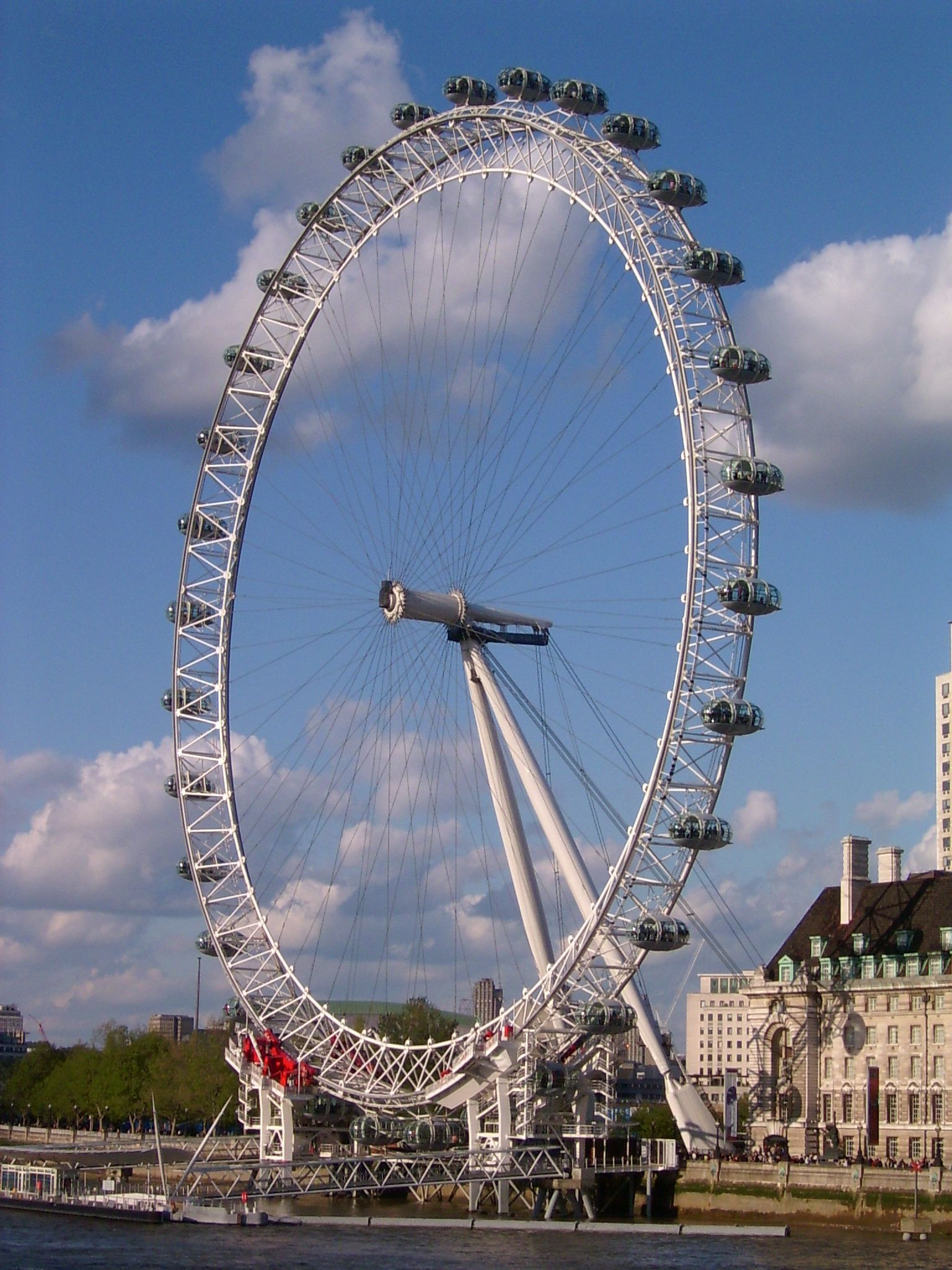
ロンドン・アイ

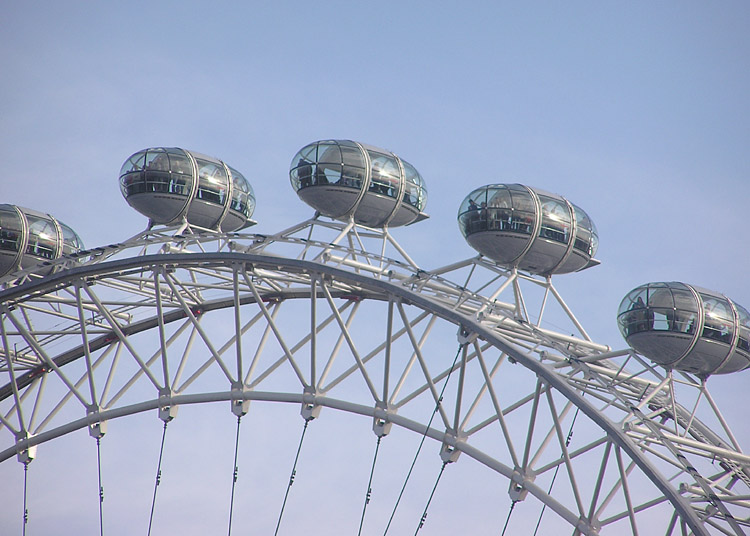
カプセルは32個設置され、各々約25人の搭乗が可能である。

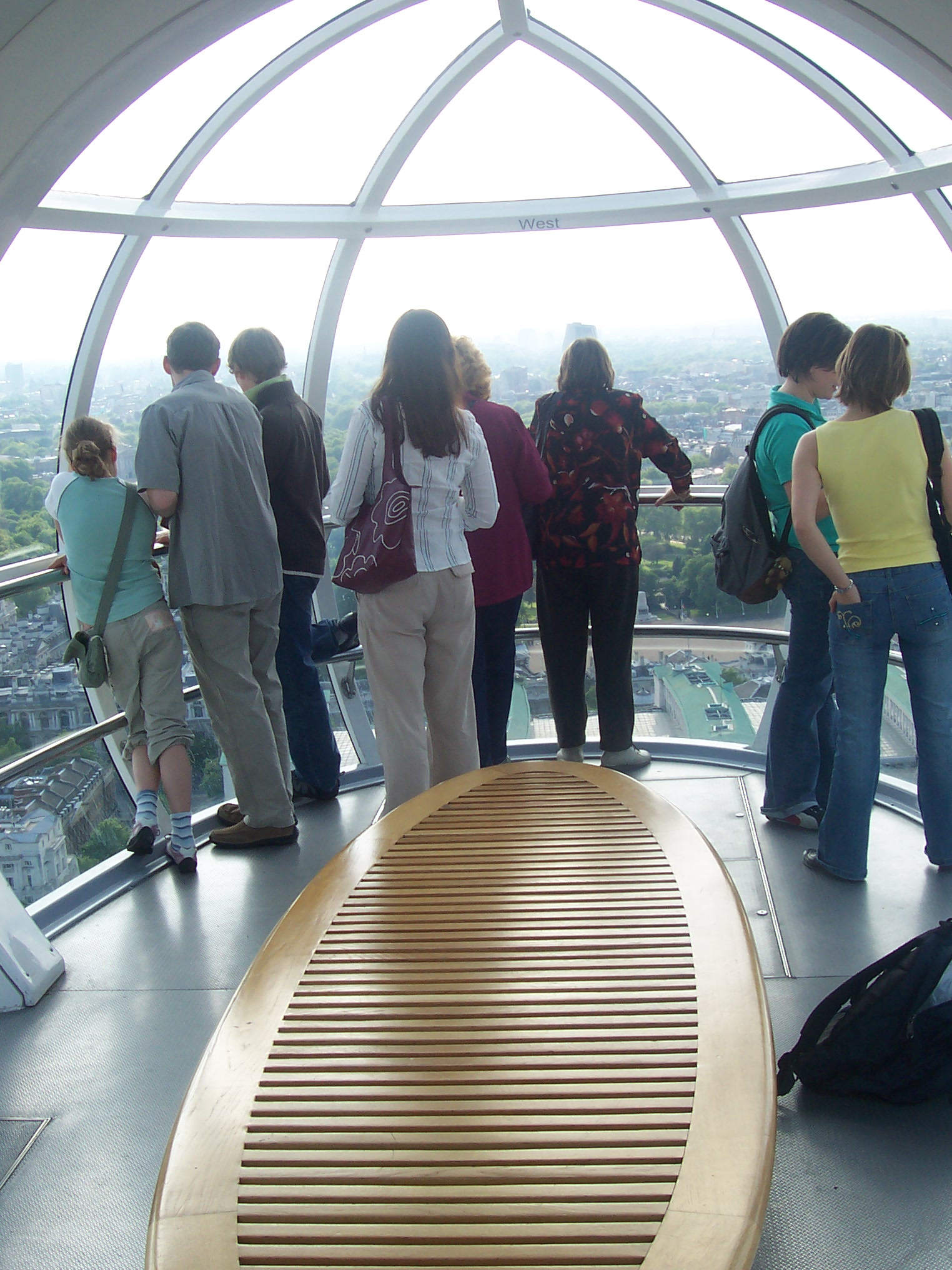
カプセル内部

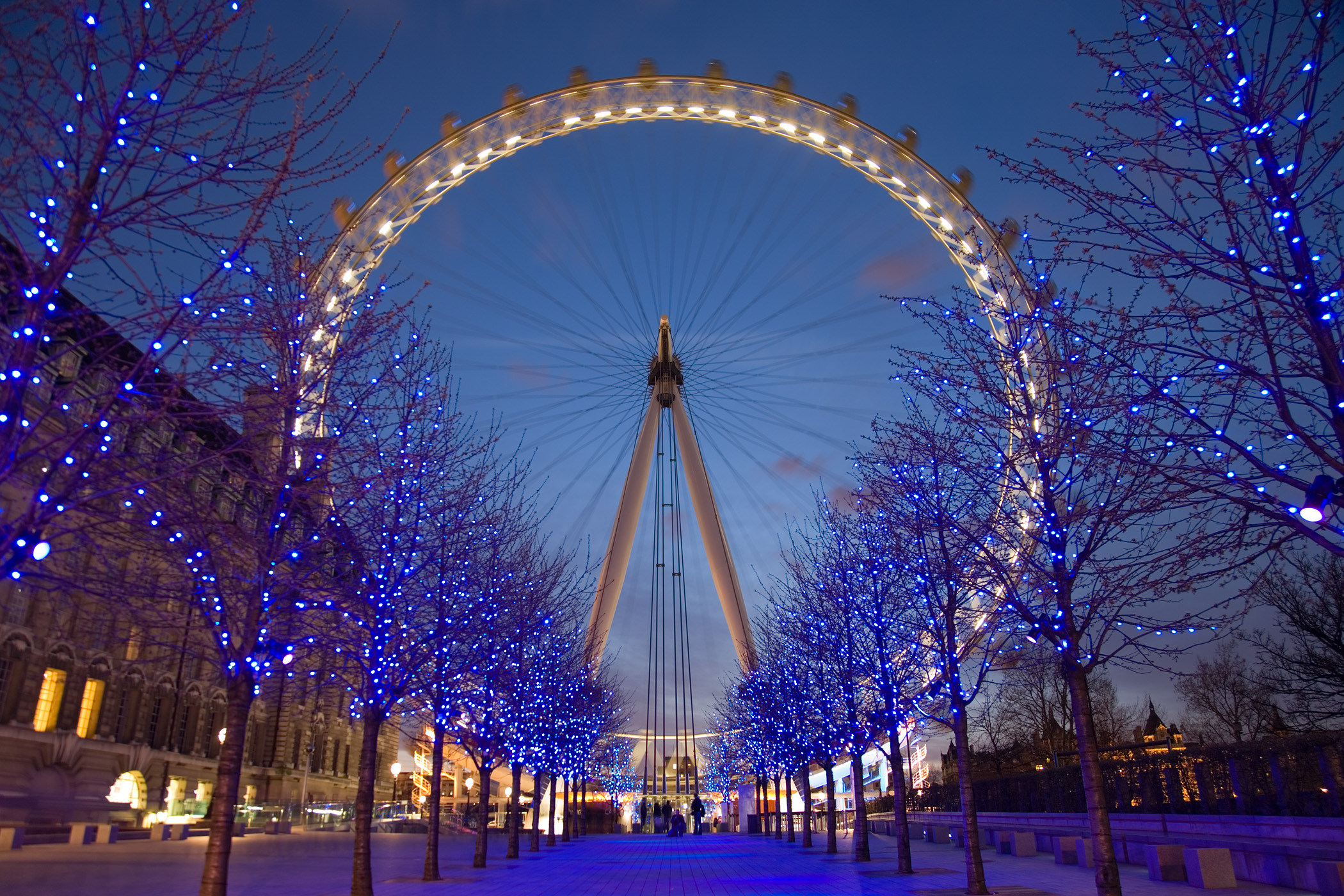
夜のロンドン・アイ

ロンドン・アイ (London Eye) は、イギリス・ロンドンに存在する観覧車。同国のミレニアムプロジェクト（2000年記念事業）により、1999年末に開業した。

## 概要
高さ135mは開業当時、日本のパレットタウン大観覧車を上回り世界一であったが、2006年に営業開始した中華人民共和国の南昌之星（直径160m）にその座を奪われた。開業時期に関して、該当する観覧車の駆動方式に関する期限ギリギリの特許があったが、期限内に建造してしまった後、営業開始を期限切れ直後にするという、特許制度の際どい（特許に該当する物を作っても営利目的で稼動させなければ抵触しない）タイミングを利用したというエピソードがある。
テムズ川沿いサウス・バンク（ランベス区）のジュビリー・ガーデンズ内にある。隣地にはカウンティ・ホールがあり、対岸のウェストミンスターに位置する国防省と向かい合っている。正式名は、ブリティッシュ・エアウェイズがスポンサーの頃はB.A. ロンドン・アイ、2011年から2014年までEDF Energyがスポンサー契約を結んでいた3年間はEDF Energy ロンドン・アイだったが、2015年以降、コカ・コーラがスポンサーを務めているため、現在の正式名はコカ・コーラ ロンドン・アイ (Coca-Cola London Eye)である。その影響で、照明には以前の青ではなく、赤が使われるようになった。
設計は建築家デイヴィッド・マークスとジュリア・バーフィールド。乗客を乗せるカプセルは32個で、それぞれに空調が付いている。ただし夏場はガラス張りのカプセルゆえに温室状態になることもしばしば。カプセルは通常のように懸下されるのではなく、ホイールの外側に出ているため、頂上付近でも視界が妨げられることがない。ゴンドラの周速度は秒速0.26m（時速0.9km）で、1周に約30分を要する。高齢者や障害者を乗せる場合を除き、乗降のために止まることはない。
ロンドン・アイはテムズ川の上で建設され、完成後にクレーンで河岸に釣り上げられた。使用された鋼の総重量は1,700tにのぼる。1999年12月31日にトニー・ブレア首相も参席して開業式が行われたが、技術的問題のため一般客への開放は2000年3月にずれ込んだ。その後はロンドンの主要な観光施設として人気を博し、2002年7月までで乗客数は累計850万人に達した。
設置後も移設可能な設計であり、当初は5年間だけの営業許可になる予定であったが、のちに恒久的な施設として地元ランベス区議会の同意を得た。
入場期間は夏季（6月〜9月）10:00〜21:00、冬季（10月〜5月）10:00〜20:00、となっている。年中無休。搭乗料金は一般大人17ポンド、優先搭乗27ポンド。
ロンドン・アイは、世界最大の観覧車としてギネス世界記録に登録されていたが、2006年に中華人民共和国南昌市の南昌之星（高さ160m）、2008年にシンガポールのシンガポール・フライヤー（高さ165m）、2014年にラスベガスのハイ・ローラー（高さ168m）など、ロンドン・アイを凌ぐ規模の観覧車が次々に開業している。

## その他
- キャサリン・ジェンキンス（メゾソプラノ歌手、1980年生）はデビュー前の2000年頃、開業当初のロンドン・アイでツアー・ガイドをしていた[2]。

## 周辺
- 王立空軍記念碑（英語版） - テムズ川の対岸に位置する黄金の鷲の像[3]。